# Якісне міркування
Я́кісне міркува́ння (англ. Qualitative Reasoning, QR) — це галузь досліджень у межах штучного інтелекту (ШІ), яка автоматизує міркування щодо неперервних аспектів фізичного світу, як-от простору, часу та кількості, з метою розв'язування задач і планування з використанням якісної інформації замість кількісної. Точних числових значень чи кількостей уникають, а натомість використовують якісні значення (напр. високе, низьке, нульове, зростає, спадає тощо).

## Мета
Якісне міркування створює нечислові описи фізичних систем та їхньої поведінки, зберігаючи важливі поведінкові властивості та якісні відмінності. Метою досліджень у галузі якісного міркування є розробка методів подання та міркування, які дають змогу комп'ютерним програмам міркувати щодо поведінки фізичних систем без точної кількісної інформації. Наприклад, спостерігання проливного дощу та неухильного підіймання рівня води в річці є достатньою інформацією для вжиття заходів проти можливого підтоплення, навіть без знання точного рівня води, темпу його зміни, чи часу, коли річка може вийти з берегів.

## Принципи
Використовувані принципи вмотивовані людським пізнанням.
До принципів якісного міркування належать:
- Дискретні значення
  - Подання неперервних кількостей за допомогою дискретних сутностей для міркування
  - Приклад: Замість використання числового значення темпу зміни чогось розглядають, чи воно зростає, знижується, чи є сталим
- Доречні значення
  - Вибір якісних значень на основі їхньої доречності для задачі
  - Приклад: Якщо температура змінюється, точка кипіння може бути важливою, але якщо температура стала, точка кипіння може бути недоречною
- Неоднозначні значення або результати
  - Замість надання однієї відповіді надається діапазон відповідей
  - Приклад: Замість обчислення числового рівня або кількості води надаються дві відповіді: низький чи нульовий
- Моделювання процесу
  - Подання станів
  - Подання переходів між станами
  - Для кількостей — визначення орієнтирів і використання міркувань на основі нерівностей
  - Приклад:
Якщо температура води нижча за точку кипіння, то рівень води сталий або повільно знижується;
якщо температура води вища за точку кипіння, то рівень води швидко знижується;
якщо температура води змінюється з нижчої за точку кипіння на вищу, то рівень води перейде до швидкого зниження;
якщо вода перебуває вище за точку кипіння протягом визначеного періоду часу, рівень води буде низьким або нульовим.

## Використання
Методики, розроблені для якісного міркування, дозволяють моделювати кількісні системи, які підпадають під дію численних обмежень у вигляді нерівностей, а також рівностей. Це дозволяє моделювати певні важливі системи, як-от екосистеми, які можуть бути занадто складними для традиційного моделювання. Якісне міркування забезпечує метод для моделювання з використанням кількісних нерівностей поряд із якісними характеристиками.
До успішних областей застосування належать керування процесами, верифікація та пояснення систем, підтримка автономних космічних апаратів, моделювання та пояснення поведінки конструкцій, аналіз збоїв і бортова діагностика транспортних систем, автоматизоване створення програмного забезпечення для керування копіювальними апаратами, оволодівання концептуальними знаннями в екології, та інтелектуальні помічники для людського навчання.